# Bodružal
Bodružal es un municipio del distrito de Svidník en la región de Prešov, Eslovaquia, con una población estimada a final del año 2024 de 59 habitantes.
Se encuentra ubicado en el centro-norte de la región, cerca del río Ondava (cuenca hidrográfica del río Tisza) y de la frontera con  Polonia.

## Demografía
| Año        | 1994 | 2004     | 2014    | 2024     |
| ---------- | ---- | -------- | ------- | -------- |
| Población  | 77   | 62       | 68      | 59       |
| Diferencia |      | −19,48 % | +9,67 % | −13,23 % |

| Año        | 2023 | 2024    |
| ---------- | ---- | ------- |
| Población  | 60   | 59      |
| Diferencia |      | −1,66 % |